# Baharözü, Ulaş
Baharözü là một thị trấn thuộc huyện Ulaş, tỉnh Sivas, Thổ Nhĩ Kỳ. Dân số thời điểm năm 2011 là 1.202 người.